# Panamese tapaculo
De Panamese tapaculo (Scytalopus panamensis) is een zangvogel uit de familie Rhinocryptidae (tapaculo's).

## Verspreiding en leefgebied
Deze soort is endemisch in het grensgebied van Panama en Colombia.

## Status
De grootte van de populatie is in 2020 geschat op 2500-10.000 volwassen vogels. Omdat het verspreidingsgebied erg klein is heeft deze soort op de Rode lijst van de IUCN de status gevoelig.